# Сьерра, Хордан
Хордан Стивен Сьерра Флорес (исп. Jordan Steeven Sierra Flores ; родился 23 апреля 1997 года в Манта, Эквадор) — эквадорский футболист, защитник мексиканского клуба «Керетаро» и сборной Эквадора.

## Клубная карьера

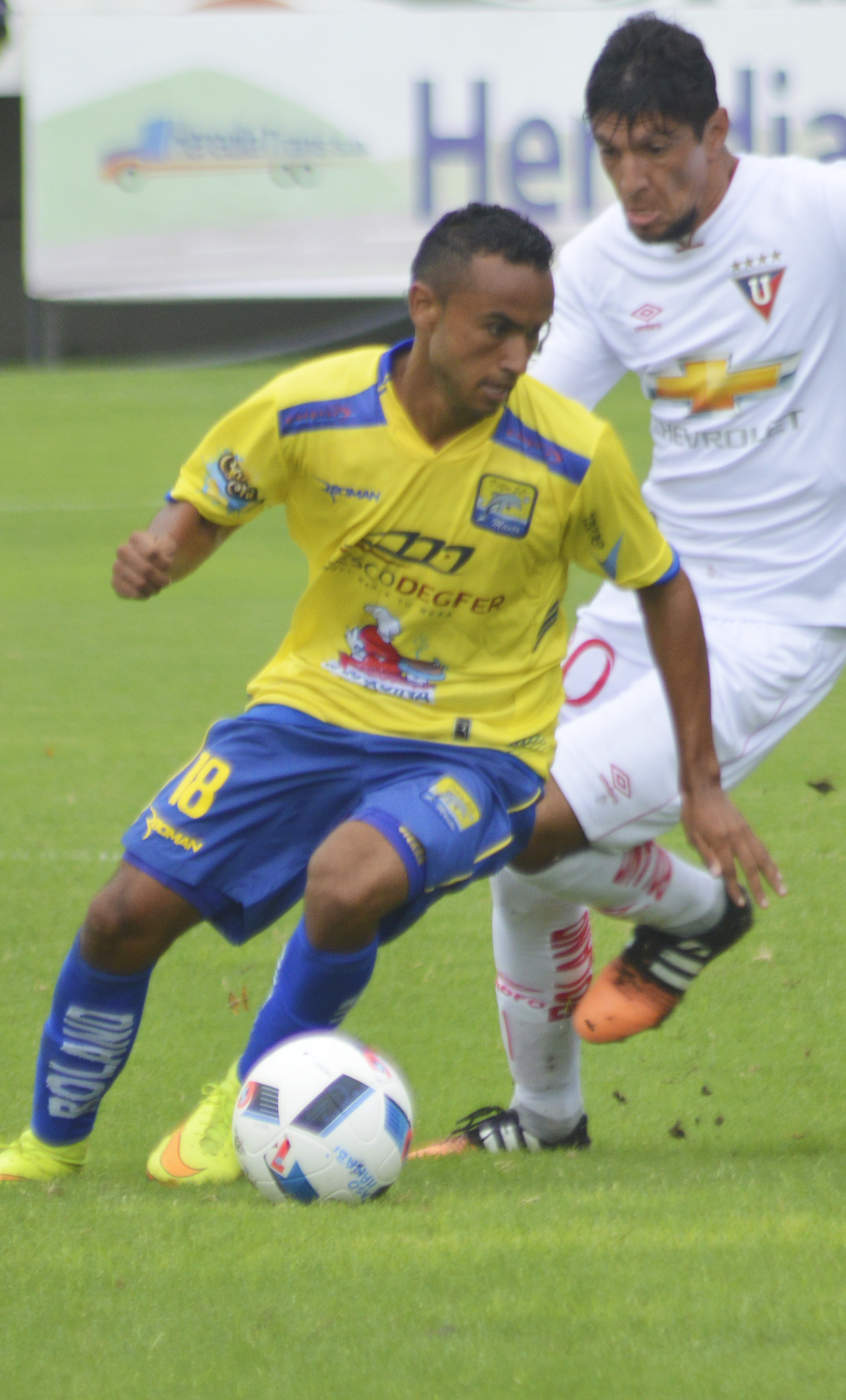
Сьерра в составе «Дельфина»

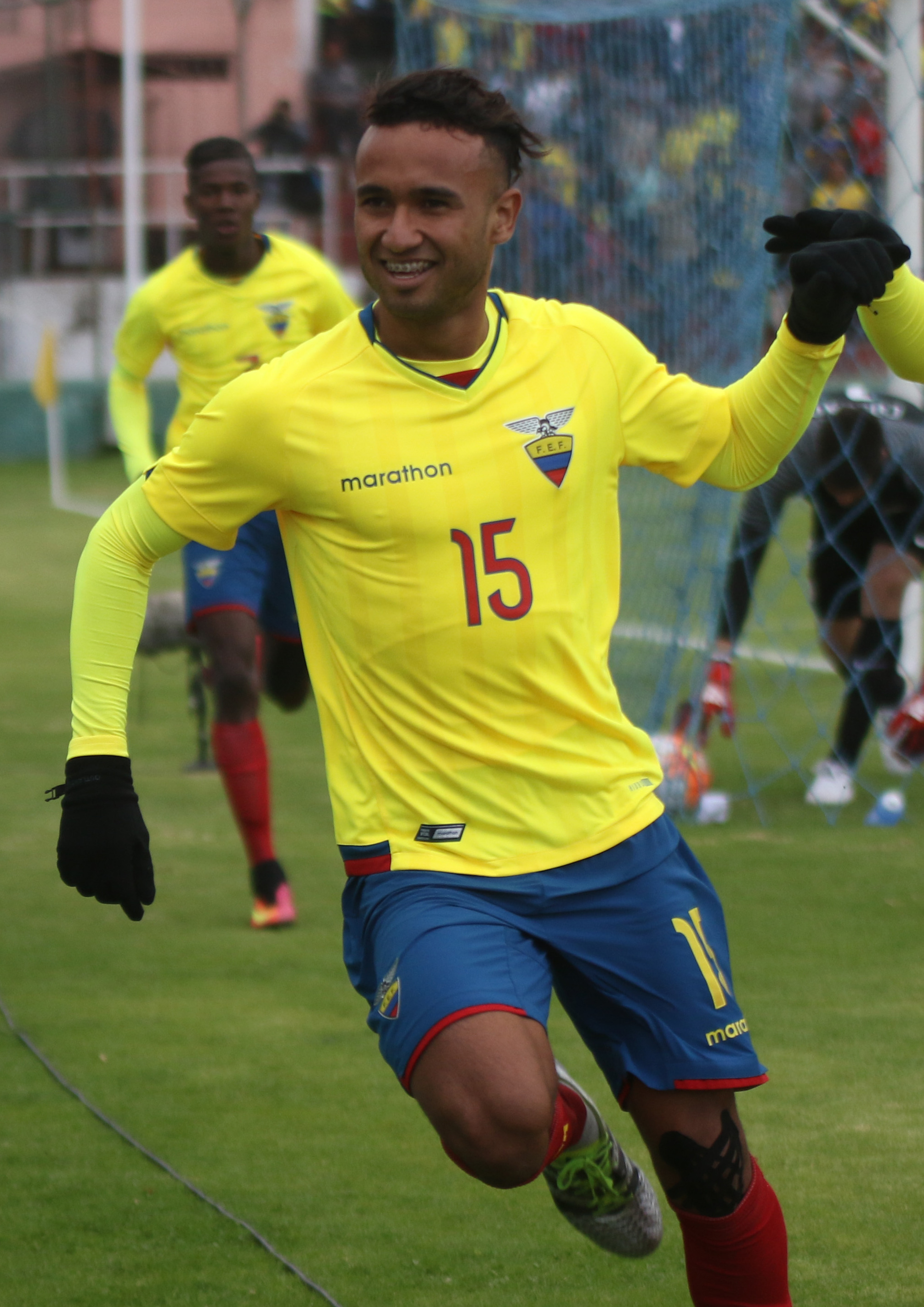
Сьерра в составе молодёжной сборной Эквадора

Сьерра — воспитанник клуба «Манта» из своего родного города. 31 июля 2014 года в матче против «Барселоны» из Гуаякиль он дебютировал в эквадорской Примере. По итогам сезона клуб вылетел из элиты. В 2015 года Хордан перешёл в «Дельфин» и спустя год помог команде выйти в элиту. 7 февраля 2016 года в матче против ЛДУ Лоха он дебютировал за клуб на высшем уровне.

## Международная карьера
В 2017 года Сьерра в составе молодёжной сборной Эквадора завоевал серебряные медали домашнего молодёжного чемпионата Южной Америки. На турнире он сыграл в матчах против команд Чили, Парагвая, Венесуэлы, Уругвая, Аргентина, а также дважды Колумбии и Бразилии. В поединке против чилийцев Хордан забил гол.
23 февраля того же года в товарищеском матче против сборной Гондураса Сьерра дебютировал за сборную Эквадора.
В том же году Сьерра принял участие в молодёжном чемпионате мира в Южной Корее. На турнире он сыграл в матчах против команд США, Саудовской Аравии и Сенегала.

## Достижения
Международные
 Эквадор (до 20)
- Чемпионат Южной Америки по футболу среди молодёжных команд — 2017